# Huaibei
Huaibei è una città cinese nella provincia di Anhui.
Si trova in un distretto carbonifero importante per cui ha avuto una forte crescita che l'ha portata ad avere circa 800 000 abitanti solamente nella parte urbana.
Huaibei è la sede di un istituto magistrale.

## Amministrazione
La città-prefettura amministra quattro divisioni di livello-contea, rappresentate da tre distretti e una contea:
- Distretto di Lieshan
- Distretto di Xiangshan
- Distretto di Duji
- Contea di Suixi